# Эвкалипт равновысокий
Эвкалипт равновысокий (лат. Eucalyptus fastigata) — вечнозеленое дерево, вид рода Эвкалипт (Eucalyptus) семейства Миртовые (Myrtaceae).

## Распространение и экология
В природе ареал охватывает юго-восток Австралии (восточное нагорье штата Виктории; южную и центральную части плоскогорья Нового Южного Уэльса). Хорошо растёт на рыхлых галечных и наносных почвах холодных горных низменностей с умеренными осадками, но значительно хуже на сухих глинистых склонах.
Выдерживает без повреждений кратковременное понижение температуры до -10 °C, при продолжительных морозах такой же силы повреждается до корней. 

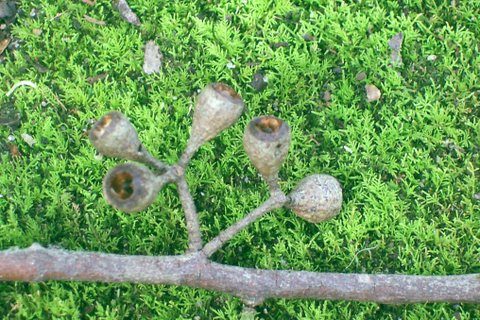
Ветка с плодами.

## Ботаническое описание
Дерево высотой до 60 м.
Кора волокнистая, остающаяся на стволе и крупных ветвях.
Молодые листья супротивные, в числе 2—3 пар, черешковые, яйцевидно-ланцетные, прерывисто зубчатые, длиной 3—6 см, шириной 2—4 см. Промежуточные листья очерёдные, черешковые, ланцетные, длиной 10—14 см, шириной 3,5—6 см, голые, волнистые. Взрослые — очерёдные, черешковые, ланцетные, тонкие, длиной 10—18 см, шириной 2—3 см, волнистые или плоские, с полупродольным, иногда с продольным жилкованием.
Зонтики 7—12-цветковые, одиночные или парные в пазухах листьев, на тонких почти цилиндрических ножках, длиной 8—10 мм; бутоны на ножках, булавовидные, заостренные, длиной 7—8 мм, диаметром 5 мм; крышечка коническая или полушаровидная, большей частью равная по длине трубке цветоложа; пыльники сросшиеся, почковидные, открывающиеся расходящимися щелями; железка маленькая, конечная.
Плоды на ножках, грушевидные или кубарчатые, длиной 6—7 мм и столько же в диаметре; диск конический или выпуклый, гладкий, красноватый, створки большей частью слабо выдвинутые.
На родине цветёт в декабре — феврале; на Черноморском побережье Кавказа — в июле — августе.

## Значение и применение
Древесина светлая, прямослойная, умеренно твёрдая, устойчива к гниению, легко колется и обрабатывается, используется на доски, бруски, в мебельном производстве.
Листья содержат эфирное (эвкалиптовое) масло, состоящее из пинена, фелландрена, эвдесмола и цинеола.

## Таксономия
Вид Эвкалипт равновысокий входит в род Эвкалипт (Eucalyptus) подсемейства Миртовые (Myrtoideae) семейства Миртовые (Myrtaceae) порядка Миртоцветные (Myrtales).
|  |                                      |  |                                                             |                                                             |                    |  | ещё 13 семейств (согласно Системе APG II) | ещё 13 семейств (согласно Системе APG II)    |                                              |  |  |  | ещё 130 родов       | ещё 130 родов             |  |  |
|  |                                      |  |                                                             |                                                             |                    |  | ещё 13 семейств (согласно Системе APG II) | ещё 13 семейств (согласно Системе APG II)    |                                              |  |  |  | ещё 130 родов       | ещё 130 родов             |  |  |
|  |                                      |  |                                                             | порядок Миртоцветные                                        |                    |  |                                           |                                              | подсемейство Миртовые                        |  |  |  |                     | вид Эвкалипт равновысокий |  |  |
|  |                                      |  |                                                             | порядок Миртоцветные                                        |                    |  |                                           |                                              | подсемейство Миртовые                        |  |  |  |                     | вид Эвкалипт равновысокий |  |  |
|  | отдел Цветковые, или Покрытосеменные |  |                                                             |                                                             | семейство Миртовые |  |                                           |                                              | род Эвкалипт                                 |  |  |  |                     |                           |  |  |
|  | отдел Цветковые, или Покрытосеменные |  |                                                             |                                                             |                    |  |                                           |                                              |                                              |  |  |  |                     |                           |  |  |
|  |                                      |  | ещё 44 порядка цветковых растений (согласно Системе APG II) | ещё 44 порядка цветковых растений (согласно Системе APG II) |                    |  |                                           | ещё 1 подсемейство (согласно Системе APG II) | ещё 1 подсемейство (согласно Системе APG II) |  |  |  | ещё более 700 видов |                           |  |  |
|  |                                      |  |                                                             | ещё 44 порядка цветковых растений (согласно Системе APG II) |                    |  |                                           |                                              | ещё 1 подсемейство (согласно Системе APG II) |  |  |  |                     |                           |  |  |